# Mimonectes sphaericus
Mimonectes sphaericus är en kräftdjursart som beskrevs av Carl Erik Alexander Bovallius 1885. Mimonectes sphaericus ingår i släktet Mimonectes och familjen Mimonectidae. Inga underarter finns listade i Catalogue of Life.